# Vicepresident
Vicepresident, i vissa republiker titel för den person som har till uppgift att fullgöra en presidents uppgift då denne är förhindrad att fullgöra sina plikter.
I många länder finns ingen särskild vicepresident. I vissa länder är det regeringschefen som fungerar som ställföreträdare för republikens president.
Inom affärsvärlden titel på så kallade påläggskalvar, det vill säga personer som aspirerar för de ledande befattningarna. Ofta förkortas som VP - paradigmen kommer från amerikansk kultur. En VP kan ofta svara för specifika intresseområden inom företaget, till exempel nysatsningar. Inom vissa företag kan VP:s befogenhet gå på tvären mot den officiella organisatoriska strukturen och därmed påminner om feodala/adliga samhällsstrukturer.  
Ett annat amerikanskt ord är veep (v.p.=vice president).